# Idrogeno deidrogenasi (NADP+)
La idrogeno deidrogenasi (NADP+) è un enzima appartenente alla classe delle ossidoreduttasi, che catalizza la seguente reazione:
H2 + NADP+ ⇄ H+ + NADPH
L'enzima è una flavoproteina contenente centri ferro-zolfo.